# Cassiopea depressa
Espèce
Cassiopea depressa est une espèce de méduses de la famille des Cassiopeidae, originaires de l'Océan Indien.